# David Forbes (regatista)
David John Oliver Forbes (Sídney, 26 de enero de 1934-Sídney, 21 de mayo de 2022) fue un deportista australiano que compitió en vela en las clases Star y Soling.
Participó en tres Juegos Olímpicos de Verano entre los años 1968 y 1976, obteniendo una medalla de oro en Múnich 1972 en la clase Star. Ganó una medalla de plata en el Campeonato Mundial de Soling de 1974.

## Palmarés internacional
| Juegos Olímpicos | Juegos Olímpicos | Juegos Olímpicos | Juegos Olímpicos |
| Año              | Lugar            | Medalla          | Clase            |
| ---------------- | ---------------- | ---------------- | ---------------- |
| 1972             | Múnich (RFA)     | Medalla de oro   | Star             |

| Campeonato Mundial | Campeonato Mundial     | Campeonato Mundial | Campeonato Mundial |
| Año                | Lugar                  | Medalla            | Clase              |
| ------------------ | ---------------------- | ------------------ | ------------------ |
| 1974               | Palm Beach (Australia) | Medalla de plata   | Soling             |